# Markus Reiner
Markus Reiner (hebreu: מרכוס ריינר‎ ,) (Czernowitz, Imperi austrohongarès, 5 de gener de 1886 - 25 d'abril de 1976) va ser un enginyer civil, creador juntament amb Eugene Bingham de la reologia.
Va néixer a Txernivtsí, i va estudiar enginyeria civil a la Technische Hochschule de Viena, i després de la Primera Guerra Mundial va emigrar al Mandat Britànic de Palestina. Després de la fundació de l'Estat d'Israel, va passar a ser catedràtic del Technion (Institut de Tecnologia d'Israel) de Haifa. En el seu honor el Technion va instituir la càtedra Markus Reiner de mecànica i reologia.
A més de ser qui va encunyar el terme reologia és conegut per l'equació de Buckingham-Reiner, l'equació de Reiner-Riwlin i el Nombre de Deborah.

## Obra
- G. W. Scott Blair & M. Reiner. 1957. Agricultural Rheology (Routledge & Kegan Paul, Londres)
- 1960. Deformation, strain and flow: an elementary introduction to rheology: Londres, H. K. Lewis
- 1964. Physics Today vol. 17 (1): 62 The Deborah Number
- 1971. Advanced Rheology: Londres, H. K. Lewis
- 1975. Selected Papers on Rheology: Amsterdam, Elsevier

## Honors
- 1958: guardonat amb el premi Israel, en ciències exactes.[3]